# 水無月 (睦月型駆逐艦)
水無月（みなづき）は、日本海軍の睦月型駆逐艦6番艦。艦名は旧暦の6月に由来し、日本海軍では1907年（明治40年）竣工の初代神風型駆逐艦・水無月に次いで2隻目。1927年（昭和2年）に第28号駆逐艦の艦名で竣工した。
日本軍のガダルカナル島撤退後にソロモン海の戦線に投入され、多くの輸送作戦を成功させた。1944年（昭和19年）6月、ダバオ沖で米潜水艦ハーダーの攻撃により沈没した。

## 艦歴

### 建造～太平洋戦争開戦まで
1923年度の大正12年度艦艇補充計画艦。1924年（大正13年）11月10日、浦賀船渠で建造する一等駆逐艦に第28号駆逐艦の艦名が与えられ、艦艇類別等級表に登録された。
1925年（大正14年）3月24日に起工、1926年（大正15年）5月25日に進水。1927年（昭和2年）3月22日に竣工し、佐世保鎮守府に配属された。4月1日、第27号駆逐艦（皐月）と第29駆逐艦（文月）のいる第22駆逐隊に編入した。5月20日、第30号駆逐艦（長月）が駆逐隊に編入した。
1928年（昭和3年）8月1日に番号名の駆逐艦が一斉に改称され、第28号駆逐艦は水無月となった。1931年（昭和6年）12月1日、第一艦隊・第一水雷戦隊に配属された。
1934年（昭和9年）9月27日、演習中に皐月が発射した魚雷が迷走して水無月の艦尾に命中、スクリューを損傷した。10月12日夜、演習中に沖縄東方沖で駆逐艦夕風と衝突、双方が損傷したが負傷者はなかった。
1936年（昭和11年）12月1日、空母加賀と第22駆逐隊（文月、水無月、皐月、長月）は第二航空戦隊を編制、支那事変のため中国大陸沿岸部を行動した。1937年（昭和12年）10月20日、第22駆逐隊は第二航空戦隊の所属を解かれた。
1941年（昭和16年）1月、軽巡名取等と中国大陸方面で行動した。4月10日、第22駆逐隊は第五水雷戦隊に編入。5月24日、臨時に第五水雷戦隊旗艦となった。9月20日、平山敏夫少佐が艦長に就いた。

### 太平洋戦争緒戦
1941年（昭和16年）12月8日の太平洋戦争開戦時、第22駆逐隊は第三艦隊・第五水雷戦隊に所属していた。フィリピン攻略戦やジャワ島攻略戦など蘭印作戦に参加。1942年（昭和17年）3月10日に第五水雷戦隊は解隊し、第22駆逐隊は第二南遣艦隊附属となった。
3月下旬、第22駆逐隊は陸軍兵員のジャワ輸送任務終了後、第十六戦隊（軽巡名取・長良）への合流とクリスマス島への進出を命じられた（クリスマス島攻略作戦）。3月31日、占領作戦中の軽巡那珂が米潜水艦の雷撃で大破。長月と水無月は救援に赴き、護衛に加わった。
4月上旬、第22駆逐隊は名取、鬼怒、五十鈴の第十六戦隊指揮下で行動。長月と水無月はクーパン（ティモール島）への輸送作戦に従事した。4月10日、新編された第一海上護衛隊に第22駆逐隊が編入し、ジャワ島など南西太平洋方面で船団護衛に従事した。15日夕、輸送船豊岡丸を護衛してバタヴィア（ジャカルタ）からクーパンまで護衛した。
8月18日に佐世保港へ帰港し、修理と整備を行った。9月25日、艦長は福山強少佐に交代。9月下旬に修理が完了し、内地と台湾、パラオ間の船団護衛に従事した。12月10日、第22駆逐隊は解隊された。

### ソロモン海での輸送作戦(1)
パラオ輸送後の1943年（昭和18年）2月6日から佐世保で整備と修理を行い、24日にソロモン海に向けて出撃した。25日、皐月、水無月、文月、長月の第22駆逐隊が復活した。第三水雷戦隊に所属し、金岡国三中佐が駆逐隊司令に任命された。水無月はラバウルを拠点に、3月上旬からレカタなどソロモン諸島方面で輸送任務に就いた。
3月7日、ニューブリテン島スルミ輸送中に座礁。文月の曳航で離礁した。3月は「水無月」は「文月」とともにレカタへの弾薬、糧食等の輸送（3月11日揚陸）とスルミへの101設の物件輸送（3月15日24時スルミ着）に、「文月」、「長月」、「皐月」とともにフィンシュハーフェンへの兵員などの輸送（3月30日揚陸）を行なった。
4月2日、「水無月」、「文月」、「長月」、「皐月」はカビエンからフィンシュハーフェンへの輸送任務に出撃したが、敵機に接触されたため引き帰した。その際、敵機の攻撃で「文月」が損傷した。ツルブへの揚陸に変更し、「水無月」、「長月」、「皐月」は再び出撃して4月8日に兵員などを揚陸した。
4月14日、「水無月」はガロベ島へ佐五特の一部を揚陸した。
5月28日に長月、皐月と共にショートランド泊地を出撃するが両艦が座礁し、水無月は長月を救援して29日早朝に離礁した。6月2日、長月と共にコロンバンガラ輸送を実施した。
連合軍が6月30日、レンドバ島に上陸した。日本軍は揚陸・補給部隊の撃滅を計画。7月1日、ブインにいた水無月、長月、三日月 とブカにいた天霧、初雪の駆逐艦5隻が集結して先行し、新月、望月、皐月、夕凪の駆逐艦4隻が後続したが会敵しなかった。その後、コロンバンガラ島の陸軍への夜間輸送で日米が激戦になり、4日は米駆逐艦ストロングを撃沈したが輸送は中止、5-6日のクラ湾夜戦は新月と長月が沈没して第三水雷戦隊司令部が全滅、輸送も一部しか成功しなかった。9日の輸送は妨害がなく成功した。
水無月は12日に皐月、夕凪、駆逐艦松風と輸送隊を編制して出撃、軽巡神通、駆逐艦清波、雪風、浜風、夕暮、三日月の警戒隊が護衛した。12日深夜に警戒隊と米艦隊が交戦し、コロンバンガラ島沖海戦が勃発した。この間に輸送隊は13日0時過ぎに揚陸を開始、約1時間で全輸送に成功した。警戒隊の神通が沈没し、水無月は皐月と共に神通の救援に向かうが生存者を発見できず、7時35分に救助活動を中止しブインに戻った。
17日朝、ショートランド泊地で給油中に空襲で損傷、この空襲で初雪が沈没した。ブインも18日に空襲を受け夕凪が損傷し、同日出撃した輸送隊には夕凪に代わり、水無月が加わった。輸送隊は水無月、三日月、松風の編制となり、重巡熊野・鈴谷・鳥海、軽巡川内、駆逐艦雪風・浜風・清波・夕暮が護衛してコロンバンガラ島に向かった。19日深夜に揚陸に成功したが、帰路に夜間空襲を受けて水無月は損傷。清波と夕暮が沈没した。20日午前に両隊は合同、ラバウルに帰投した。
ラバウルで応急修理後、30日に夕凪と共に輸送船白山丸・国川丸を護衛して出発。トラック、サイパンを経て8月10日に呉に到着、修理に入った
9月13日に呉を出撃、横須賀、サイパン、トラック泊地を経由しラバウル方面に到着。輸送作戦に従事した。9月28日、コロンバンガラ島からの撤退作戦（セ号作戦）に、皐月、文月と共に輸送隊として参加。駆逐艦7隻（秋雲、磯風、風雲、夕雲、天霧、夕凪、松風）が護衛などに就き、撤退を成功させた。その後も南洋で輸送作戦に従事した。10月25日、磯部慶二大尉が艦長に就任した。

### ソロモン海での輸送作戦(2)
10月31日、連合軍輸送船団の襲撃部隊が編制され、ラバウルで行動可能な全艦となる重巡妙高・羽黒、川内、駆逐艦5隻（時雨、五月雨、白露、文月、水無月）で出撃したが、天候不良で会敵できず帰投した。11月1日、連合軍がブーゲンビル島に上陸した。日本軍は逆上陸を計画し、先の襲撃部隊に軽巡阿賀野、駆逐艦長波、初風、若月を加え、水無月は文月、卯月、夕凪、天霧と共に輸送隊を編制した。同日午後に出撃したが、水無月は単艦でブカ島輸送を担当し、2日朝にラバウルに帰投した。襲撃部隊はブーゲンビル島沖海戦を戦い、川内と初風を喪失して米艦隊に敗れた。
3日、トラックからラバウルに向かった那珂、五十鈴、駆逐艦磯風・浦風、輸送船護国丸・清澄丸の船団が空襲を受け、清澄丸が航行不能になった。水無月はラバウルから救援に出動、清澄丸を曳航する五十鈴を磯風と共に護衛してカビエンに入泊。水無月は4日夜にラバウルに戻った。6-7日の夜間には軽巡夕張、時雨と共にブカ輸送に成功。7日夕には夕張と水無月で再びブカ島輸送へ向かうが空襲を受けて中止し、8日朝にラバウルへ戻った。
11日の第二次ラバウル空襲で駆逐艦涼波が沈没、阿賀野と軽巡能代はトラック泊地に撤退した。その後もラバウルを拠点に輸送作戦を継続するが、24日に駆逐艦大波・巻波・夕霧がセント・ジョージ岬沖海戦で沈没、ニュージョージア諸島方面への駆逐艦輸送は中止となり、損傷した艦は順次トラック泊地に後退した。水無月は12月3日に長波を曳航、夕張と文月の護衛でラバウルを出発し、8日にトラック泊地に到着した。
しかし12日には再びトラック泊地を出てラバウルに向かい、座礁した夕凪を曳航して離礁を助けた後、輸送作戦を再開した。23日、ガロベ島輸送中に空襲を受け小破。トラック泊地に後退、修理を行った。1944年（昭和19年）1月15日、第22駆逐隊司令は岡三知夫中佐に交代した。
1944年（昭和19年）2月になるとラバウルは連日空襲を受けるようになり、艦艇の大部分はトラック泊地に避退したが、水無月は輸送任務を続けた。2月12日、夕月と共にトラック泊地を出発、ラバウルを経て20日にニューブリテン島カブブ輸送を実施。2隻は24日にパラオに帰着し、トラック泊地から脱出した工作艦明石、駆逐艦秋風と合流した。これが南東太平洋方面での最後の駆逐艦輸送となり、日本の水上艦艇はラバウルからほぼ撤退した。

### 沈没
3月10日、第三水雷戦隊は中部太平洋部隊に編入された。水無月も同方面への護衛任務に就いたが、本土からミクロネシアに向かう航路には、すでに米潜水艦が跳梁していた。4月7日、夕月などと共にカロリン諸島・メレヨン島へ向かう陸軍部隊の輸送船3隻（松江丸、木津川丸、新玉丸）を護衛してサイパン島から出撃した。8日未明に米潜水艦シーホースの攻撃で新玉丸、木津川丸が航行不能となり、新玉丸は漂流の末グアム島太郎湾外に座礁し放棄。水無月は木津川丸をグアム島まで曳航した。9日にグアムを出港して12日昼にメレヨン島に到着、南洋第五支隊の兵員3200名以上を揚陸した。その後、水無月は本土に戻った。
水無月と駆逐艦朝凪、海防艦、水雷艇、駆潜艇などで船舶14隻をマリアナ諸島へ護衛する大規模な第3503船団が編制され、5月4日に館山湾を出港した。10日に慶洋丸が被雷し、水無月と水雷艇鴻が対潜攻撃を行った。グアムに向かう船団を分離後、14日にサイパンへ到着した。16日、輸送船4隻（泰国丸、日和丸、復興丸、大阪丸）を護衛しサイパンを出港したが米潜水艦2隻（タニー、サンドラス）の襲撃で輸送船2隻が沈没。サイパン帰投後、大阪丸に台東丸を加えて再出撃するが25日に台東丸と大阪丸が米潜水艦（フライングフィッシュ）に撃沈された。
6月6日、水無月と駆逐艦若月は給油船興川丸を護衛、バリクパパン（ボルネオ島）を目指してタウイタウイ泊地（スールー諸島）を出撃。出港後の23時45分、水無月は「敵浮上潜水艦」に対し攻撃に向かい、消息不明になった。水無月はダバオ南東海上で米潜水艦ハーダーの雷撃により沈没した。8月10日、帝国駆逐艦籍から除籍された。

## 歴代艦長
※脚注なき限り『艦長たちの軍艦史』254-255頁による。

### 艤装員長
1. 古賀七三郎 中佐：1926年12月1日[84] - 1927年3月22日[85]

### 艦長
1. 古賀七三郎 中佐：1927年3月22日[85] - 1927年12月1日[86]
2. 山田定男 中佐：1927年12月1日[86] - 1928年12月10日[87]
3. 山口常太郎 少佐：1928年12月10日[87] - 1930年12月1日[88]
4. 益田康彦 少佐：1930年12月1日[88] - 1931年11月2日[89]
5. （兼）松原博 少佐：1931年11月2日[89] - 1931年12月1日[90]
6. 成田忠良 少佐：1931年12月1日[90] - 1933年11月15日[91]
7. （兼）松原博 少佐：1933年11月15日[91] - 1934年2月1日[92]
8. （兼）橘雄次少佐：1934年2月1日[92] - 1934年4月1日[93]
9. 小川莚喜 少佐：1934年4月1日[93] - 1935年12月2日[94]
10. 成冨武光 少佐：1935年12月2日[94] - 1936年5月26日[95]
11. 宇垣環 少佐：1936年5月26日[95] - 1937年11月5日[96]
12. （兼）磯久研磨 少佐：1937年11月5日[96] - 1937年12月1日[97]
13. （兼）金田清之 少佐：1937年12月1日[97] - 1938年1月8日[98]
14. 古賀弥周次 少佐：1938年1月8日[98] - 1938年10月20日[99]
15. 久保木英雄 少佐：1938年10月20日[99] - 1941年9月20日[22]
16. 平山敏夫 少佐：1941年9月20日[22] - 1942年9月25日[35]
17. 福山強 少佐：1942年9月25日[35] - 1943年10月25日[60]
18. 磯部慶二 大尉/少佐：1943年10月25日[60] - 1944年6月6日戦死（海軍中佐に昇進）[100]